# La grande nebbia
La grande nebbia (The Bigamist) è un film del 1953 diretto e interpretato da Ida Lupino.

## Trama
Nell'impossibilità di avere un figlio proprio, i coniugi Graham si rivolgono a Jordan, funzionario responsabile per le pratiche di adozione. Messo sull'avviso da alcuni atteggiamenti reticenti del marito, il funzionario svolge delle indagini su Harry Graham, costretto dalla propria attività commerciale a soggiornare di frequente fuori casa. Jordan scopre quindi nelle sue indagini durante una trasferta a Los Angeles che, col nome di Harrison, l'uomo è sposato a Phyllis Martin, dalla quale ha avuto un figlio.
Messo alle strette, Harry gli narra delle circostanze che lo hanno portato alla bigamia. A seguito della notizia della sterilità della moglie Eve, i rapporti tra i due si erano fatti sempre più freddi e circoscritti alla comune attività lavorativa, cui la donna aveva rivolto con determinazione le proprie energie. Nel corso di una gita guidata a Hollywood, alla ricerca di un diversivo alla solitudine nella grande metropoli, Harry aveva conosciuto Phyllis. Durante le trasferte di Harry, la relazione fra i due si era rinsaldata, complice l'estraneità della moglie assorbita dagli affari. Poi, Eve, a seguito della morte del padre si era trasformata. Tornata ad essere affettuosa col marito, come nei primi tempi della loro unione, aveva espresso il desiderio di adottare un figlio, eventualità che in precedenza aveva sempre escluso. Così i due si erano rivolti a Jordan.
Di passaggio a Los Angeles, Harry aveva deciso di passare a salutare, per un'ultima volta Phyllis, scoprendo che la donna era incinta di un figlio, concepito una sera in cui, insieme, avevano festeggiato il compleanno dell'uomo. Benché Phyllis, determinata a portare a termine la gravidanza, non avesse avanzata alcuna pretesa, lui, per dare un nome ed una sicurezza al figlio, aveva insistito perché si sposassero.
Lasciata la casa ove vive Phyllis in preda a sentimenti contrastanti, Jordan dovrebbe denunciare l'uomo, ma al contempo prova per lui comprensione e solidarietà.
La situazione per Harry diviene insostenibile, anche perché Phyllis viene a conoscenza che egli ha un'altra donna. Preso dal rimorso per aver rovinato la vita delle due donne che ama e per aver provocato loro tanto dolore, sarà lo stesso Harry ad autodenunciarsi.
Al processo la sentenza del giudice del tribunale sarà mite, ma, in un finale aperto, mentre le due donne lasciano l'aula del tribunale, resta sospeso l'interrogativo del giudice: "Credo che l'imputato abbia realmente amato entrambe queste donne. Forse non avrebbe potuto fare a meno di nessuna delle due. E ho la dolorosa impressione che ormai le abbia perse entrambe...".

## La regia
La grande nebbia è l'unico dei suoi sei film di cui Ida Lupino, una delle poche dive americane ad essere stata dietro la macchina da presa (una "vera pioniera" secondo la definizione di Martin Scorsese), è anche interprete. Fu girato con un budget molto ridotto, causa la cattiva situazione finanziaria della The Filmmakers, la casa produttrice fondata nel 1949 col secondo marito Collier Young - produttore del film e recente sposo dell'altra protagonista, Joan Fontaine - che aveva dovuto accettare le severe condizioni poste dalla RKO.
Nei suoi film Ida Lupino metteva in discussione "...il ruolo passivo, puramente decorativo della donna nelle produzioni hollywoodiane".  In La grande nebbia, come per lo stupro di La preda della belva, la violenza dei genitori in Non abbandonarmi, la poliomielite della protagonista di Never Fear, un trauma - nella forma della rivelazione della bigamia del marito - "cala all'improvviso sulle protagoniste, sconvolgendo la loro vita ovattata e borghese e costringendole ad affrontare dolore e disperazione".
Si trattava di temi decisamente "senza precedenti nel cinema americano di allora", affrontati con "chiarezza assoluta... con la stessa mescolanza di precisione e profonda compassione di cui aveva dato prova come attrice".